# Markus Friedrich (Verkehrswissenschaftler)

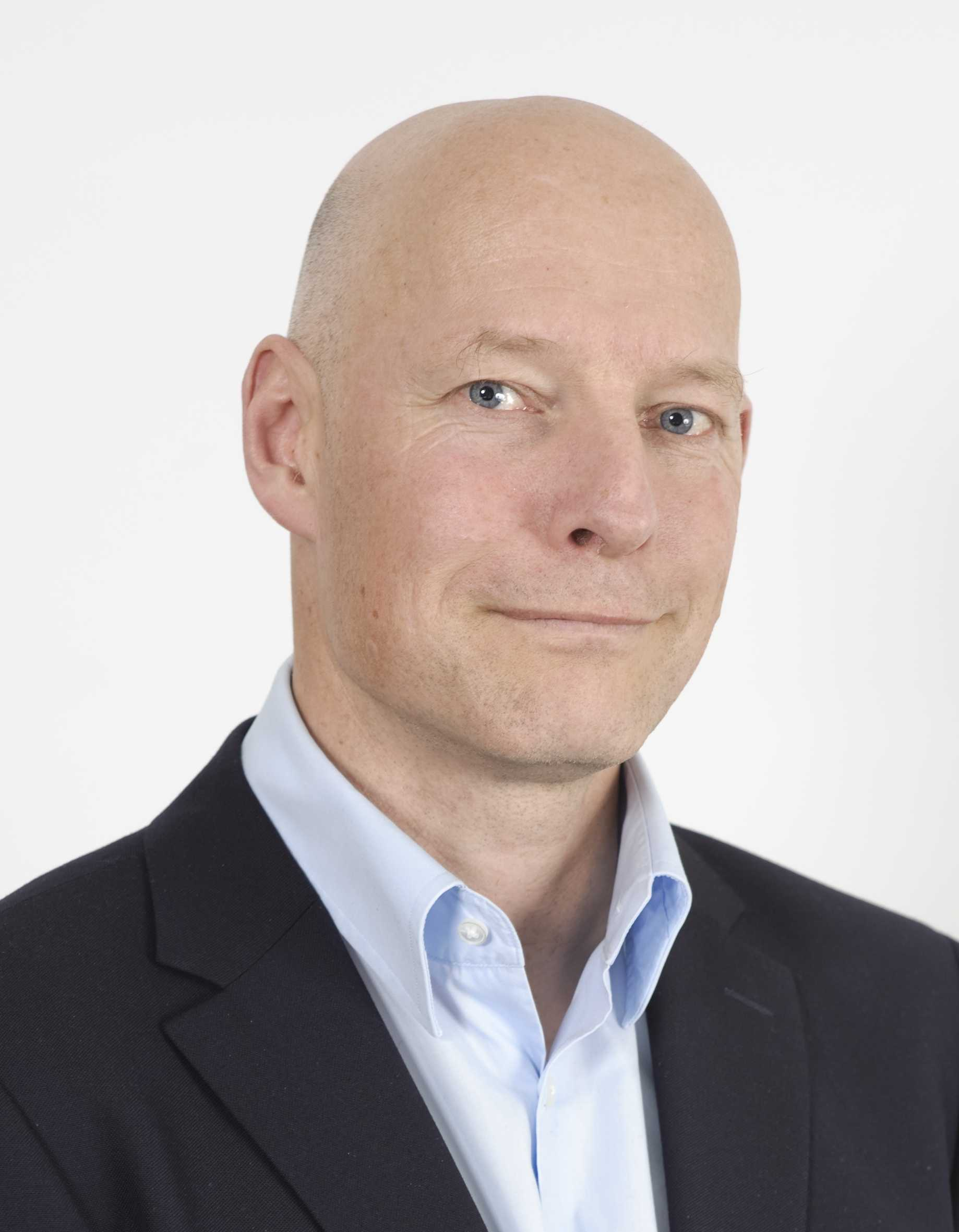
Markus Friedrich (2012)

Markus Friedrich  (* 24. Januar 1963 in München, Bayern) ist ein deutscher Bauingenieur und Verkehrsplaner. Er ist Professor an der Universität Stuttgart und Leiter des Lehrstuhls für Verkehrsplanung und Verkehrsleittechnik am Institut für Straßen- und Verkehrswesen.

## Biografie
Von 1983 bis 1989 studierte Friedrich Bauingenieurwesen an der TU München und war hier anschließend als wissenschaftlicher Assistent am Lehrstuhl für Verkehrs- und Stadtplanung tätig. 1994 folgte die Promotion zum Dr.-Ing. Die Dissertation Rechnergestütztes Entwurfsverfahren für den ÖPNV im ländlichen Raum wurde mit dem BMW Scientific Award 1995 ausgezeichnet. Von 1995 bis 2003 war Markus Friedrich bei der PTV Planung Transport Verkehr AG in Karlsruhe verantwortlich für den Bereich Planungssysteme Verkehr, in dem u. a. das Softwaresystem PTV Visum entwickelt wird. Seit 2003 leitet Markus Friedrich den Lehrstuhl für Verkehrsplanung und Verkehrsleittechnik des Instituts für Straßen- und Verkehrswesen der Universität Stuttgart. Im Jahre 2006 wurde Markus Friedrich mit dem Feuchtinger-Wehner-Preis der Forschungsgesellschaft für Straßen- und Verkehrswesen ausgezeichnet.
Friedrich beschäftigt sich schwerpunktmäßig mit der Entwicklung prognosefähiger multimodaler verkehrsträgerübergreifender Verkehrsmodelle für die Planung und Steuerung des Verkehrsangebots im individuellen und öffentlichen Personenverkehr für die Verkehrsträger Straße, Schiene, Wasser und Luft. Den Forschungsschwerpunkt bilden Methoden und Verfahren zur Erfassung des Mobilitätsverhaltens (Wie oft? Wie weit? Welches Verkehrsmittel wird benutzt? Welcher Zweck wird dabei verfolgt?), die Zustandsermittlung im Verkehrsnetz (Welche Verlustzeit tritt durch Überlastung auf? Wie wirken sich z. B. Baustellen oder Unfälle aus?), Planung und Bewertung von Straßennetzen, die Entwicklung von Verkehrsnachfragemodellen, sowie der Entwurf von Liniennetzen des öffentlichen Verkehrs.
Er ist außerdem Studiendekan und Mitglied des Senatsausschusses Lehre. Im Jahr 2014 erhielt er den Ars legendi-Preis, die höchste deutsche Auszeichnung im Bereich der universitären Lehre.

## Forschungsschwerpunkte
Die aktuellen Forschungsschwerpunkte lassen sich in die folgenden Bereiche einteilen:
1. Methoden und Nutzung neuer Datenquellen zur Erfassung von Verkehrsdaten
2. Verkehrsmodellierung
  - Modellierung und Prognose der Verkehrsnachfrage
  - Modellierung des Verkehrsangebots
  - Multimodale Verkehrsmodelle, die sowohl den individuellen und öffentlichen Personenverkehr als auch den Güterverkehr umfassen
  - Routensuch- und Routenwahlmodelle
  - Weiterentwicklung der Methoden zur Ermittlung der aktuellen Verkehrslage und zur Kurzfristprognose für den Einsatz in Verkehrsleitzentralen
  - Kopplung von makroskopischen und mikroskopischen Modellen für die Integration von großräumiger Planung und Detailplanung
3. Bewertungs-, Optimierungs- und Planungsverfahren
  - Methoden zur Planung und Kategorisierung von Verkehrsnetzen
  - Analyse und Bewertung der Angebotsqualität in Straßennetzen und im öffentlichen Verkehr
  - Planung und Optimierung des ÖV-Angebots
4. Wirkungen, Entwicklungen und Potenziale neuer Technologien und Organisationsformen
  - Individuelle und kollektive Verkehrsbeeinflussungsanlagen
  - Mobilitätsdienste (z. B. Ride-, Car- und Bikesharing-Konzepte)
  - Einfluss neuer Informations- und Kommunikationstechnologien

## Auszeichnungen
- BMW Scientific Award für die Promotion (1995)
- Feuchtinger-Wehner-Preis der Forschungsgesellschaft für Straßen- und Verkehrswesen (2006)
- Ars legendi-Preis für exzellente Hochschullehre (2014)
- Träger der FGSV-Ehrennadel (2018)

Quelle:

## Mitgliedschaften
- Forschungsgesellschaft für Straßen- und Verkehrswesen:
  - Leiter Arbeitskreis „Quantitative Entscheidungs- und Optimierungsmethoden“
  - Leiter Arbeitsausschuss „Netzgestaltung“
  - Mitglied Arbeitsausschuss „Theoretische Grundlagen des Straßenverkehrs“
  - Mitglied Kommission „Bemessung von Straßenverkehrsanlagen“
- Mitglied im Wissenschaftlichen Beirat beim Bundesminister für Verkehr und digitale Infrastruktur[3]
- Wissenschaftlicher Leiter der Konferenz „HEUREKA“[1]

## Veröffentlichungen
Neben Veröffentlichungen in Fachzeitschriften und Konferenzberichten war Friedrich auch als Autor an Büchern beteiligt.